# Mohamed Bhaïja
Mohamed Bhaïja, de son nom complet Mohamed Kenzeddine Bhaïja (en arabe : محمد بهيجة), né le 1939 à Casablanca (Garage Allal) et mort le 26 septembre 2014 à Casablanca, est un footballeur international marocain, qui évoluait au poste d'ailier droit au Raja Club Athletic.
Surnommé autrefois le Garrincha marocain, il fut l'un des meilleurs ailiers que le football national ait produit durant les années 60. Il inscrit son nom parmi les premières sélections marocaines lorsqu'il fut appelé par Larbi Benbarek en 1959, avant qu'il ne remporte le premier trophée majeur des Lions de l'Atlas, les Jeux panarabes de 1961.

## Biographie

### En club

#### Jeunesse et formation (1939-1952)
Mohamed Bhaïja voir le jour en 1939 dans une modeste maison de la rue des Abbassides à Garage Allal, grande zone commerciale située à proximité du Méchouar de Casablanca. 
Il a roulé sa bosse un peu partout sur les terrains avoisinant son quartier, et l'un de ses premiers coéquipiers fut notamment le buteur Moussa Hanoun avec lequel il évoluera bien plus tard en équipe première du Raja CA.
Bhaïja ira jouer ensuite dans les terrains à proximité de son quartier où il aura à se mesurer à des joueurs chevronnés de l'Union sportive athlétique, de l'Union sportive Marocaine et de l'Idéal Club de Casablanca qui venaient, de temps à autre, disputer des matches avec les gamins du quartier.
Il voulait initialement rejoindre l'Idéal Club de Casablanca où il pratiquait la boxe anglaise occasionnellement, mais Moussa Hanoune le dissuade d'y aller et le pousse à le rejoindre au Raja Club Athletic où s'entraînaient plusieurs amis de son quartier tels que Hamid Bahij, Samba, Bouchaïb, Boujemaâ et bien d'autres issus de Derb Laâfou.
En 1952, alors âgé de 13 ans, il fut admis chez les minimes des Verts, entraînés alors par Si El Hachmi. Il évoluera ensuite chez les cadets dont s'occupait Ahmed Skalli Haddaoui.

#### Débuts et révélation (1952-1966)
Alors qu'il était avec les juniors, le Père Jégo le convoquait de temps à autre en équipe première, jusqu'à ce qu'il inscrit son premier but et celui de la victoire contre l'USM au titre du championnat 1956-1957 (1-0).
La formation coachée par le Père Jégo comprenait à cette époque une panoplie de joueurs talentueux à l'image de Mohamed Roudani, Ahmed Bettache, Mohamed Laâchir El Oujdi, Ould Brika, Abderrahmane Acila, Moussa Hanoun, Hamid Bahij et Mustapha Fahim Milazzo, entre autres.
Malgré la richesse de son effectif, le Raja n'a pu remporter de titre pendant ces années puisque sa philosophie footballistique du club privilégiait le spectacle au résultat. Néanmoins, au terme de la saison 1959-1960, une grande polémique éclate après que la Fédération royale marocaine ait décidé de faire jouer un tournoi triangulaire entre les trois premières équipes du championnat qui étaient ex-æquo en termes de points, alors que le Raja était en tête avec la meilleure différence de buts. Le club proteste cette décision refuse de participer et le tournoi est transformé en un match-barrage opposant l'ASFAR et le Kénitra AC. Cette dernière s'impose et remporte le titre de champion du Maroc tandis que le Raja est relégué à la troisième place.
Après avoir battu le Raja de Beni Mellal en demi-finale, le Raja se qualifie pour la finale de la Coupe du trône 1964-1965. Privé de son maître à jouer Hamid Bahij en raison de différents avec les dirigeants, le Raja s'incline 13 juin 1965 contre le Kawkab de Marrakech. Bhaïja inscrit le seul but du Raja de la finale et ne peut donc empêcher la défaite de son équipe sur le score de 3-1.

#### Blessure et fin de carrière (1966-1971)
Mohamed Bhaïja se blesse grièvement en 1966 à quelques matchs de la fin du championnat. Prévue d'un élément indispensable, le Raja est coiffé au poteau par le Wydad à la suite d'un nul concédé à Tétouan contre le Moghreb de Tétouan, et de leur victoire une semaine plus tard face au Fath Union Sport. Le Raja perd alors un autre championnat à sa portée.
Après une longue période d'interruption, il revient à la compétition avec le Raja en 1969 et dispute plusieurs matchs avant de raccrocher la crampons en 1971. 

#### Décès
Il décède le 26 septembre 2014 à Casablanca et fut enterré au Cimetière Errahma.

### En sélection
En 1959, il est sélectionné par Larbi Benbarek pour la première fois avec la sélection marocaine A pour le compte des qualifications pour les Jeux olympiques d'été de 1960. Il prend part ensuite aux Jeux Panarabes de 1961 organisés à Casablanca et remportés par les Lions de l’Atlas.
Il est sélectionné par Mohamed Massoun pour prendre part aux Jeux olympiques d'été de 1964 organisés à Tokyo. Après le forfait de la Corée du Nord, les Lions de l'Atlas essuient deux défaites face à la Yougoslavie (3-1) et la Hongrie (6-0), deux des meilleures équipes nationales du monde à cette époque et respectivement médaillé d'or et médaillé de bronze lors des précédents Jeux,.

## Sélections en équipe nationale
1. 15/05/1960 : Casablanca : Maroc vs Espagne "B" (3 - 3) Amical
2. 12/10/1960 : Granada : Espagne "B" vs Maroc (4 - 3) Amical
3. 06/03/1966 : Casablanca : Maroc vs Algérie 1 - 0 Amical

## Palmarès
Maroc
- Jeux panarabes (1) :
  - Vainqueur : 1961.